# Ebersdorf (Basse-Saxe)
Pour les articles homonymes, voir Ebersdorf.
Ebersdorf est une municipalité allemande du land de Basse-Saxe et de l'arrondissement de Rotenburg (Wümme). En 2015, elle comptait 1 058 habitants.

## Source
- (de) Cet article est partiellement ou en totalité issu de l’article de Wikipédia en allemand intitulé « Ebersdorf (Niedersachsen) » (voir la liste des auteurs).